# Kiryas Joel
Kiryas Joel (Jiddisch: קרית יואל), afgekort KJ, is een dorp in Orange County in de staat New York in de Verenigde Staten. De meeste inwoners zijn Jiddisch-sprekende chassidische joden die tot de Satmer-beweging behoren.

## Geschiedenis
Kiryas Joel is vernoemd naar rabbijn Joel Teitelbaum, de rebbe van Satmar. In 1947 vestigde rabbijn Teitelbaum, oorspronkelijk afkomstig uit Hongarije, zich met zijn volgelingen in de wijk Williamsburg van Brooklyn). In de jaren zeventig besloot hij echter het groeiend aantal volgelingen te verplaatsen naar een andere locatie in de buurt van het commerciële centrum van New York, zodat zij afgezonderd waren van “schadelijke invloeden en immoraliteit van de buitenwereld“. In de zomer van 1974 vestigden zich de eerste bewoners van Kiryas Joel, namelijk veertien Satmarrer families. In 1977 steeg het inwonersaantal naar zo’n 500 personen en in 1980 naar 2.088 personen. In de volkstelling van 2000 telde het dorp al 13.138 inwoners.

## Demografie
| Jaar     | 1977 | 1980  | 1990  | 2000   | 2005   | 2010   | 2018   |
| Inwoners | 500  | 2.088 | 7.437 | 13.138 | 18.300 | 20.175 | 25.292 |

Volgens de volkstelling van 2000 telde Kiryas Joel 2.229 huishoudens met in totaal 13.138 inwoners (hetgeen uitkwam op 5,9 personen per huishouden). Ongeveer 57,5% van de bevolking is jonger dan 18 jaar, terwijl 1,6% van de bevolking 65 jaar of ouder was. De gemiddelde leeftijd van de bevolking bedroeg 13 jaar in 2000.
Ongeveer 18,9% van de bevolking van Kiryas Joel was van Hongaarse origine, gevolgd door de Israëlische (3%), Roemeense (2%) en Poolse (1%) afkomsten. Er werden kleinere groepen Hispanics (0,9%) en Afro-Amerikanen (0,2%) geteld.
Slechts 6,3% van de bevolking sprak het Engels als moedertaal, terwijl 91,5% van de bevolking het Jiddisch sprak en 2,3% het Hebreeuws. 

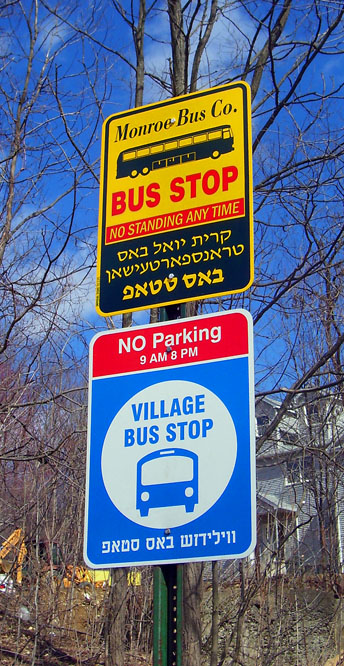
Een tweetalige bushalte in Kiryas Joel (Engels en Jiddisch)